# Гусине Озеро (село)
Гусине Озеро (рос. Гусиное Озеро) — село (з 1941 по 2005 — селище міського типу) Селенгинського району, Бурятії Росії. Входить до складу Сільського поселення Гусине Озеро.
Населення — 2935 осіб (2015 рік).